# Nine Meals from Chaos
Nine Meals from Chaos è un film direct-to-video del 2018 diretto da Iván Noel.

## Trama
Otto anni dopo che un cataclisma ed un'epidemia hanno decimato la razza umana, i pochi sopravvissuti tentano di continuare a sopravvivere in una terra desolata e abbandonata.

## Produzione
La maggior parte dei bambini apparsi nel film provengono da una "Villa Miseria", una città dei bassifondi nel nord dell'Argentina.

## Riconoscimenti
- 2019 - Liverpool International Film Festival
  - Premio della Giuria al miglior regista